# Podział administracyjny Australii Zachodniej

Podział administracyjny Australii Zachodniej

Stan Australia Zachodnia dzieli się na 142 jednostki samorządu terytorialnego. Występują trzy rodzaje samorządów: 
- miasta (cities), obejmujące zwykle większe ośrodki miejskie
- gminy (towns; w dosłownym tłumaczeniu "miasteczka" lub - biorąc pod uwagę przejęty z Anglii język prawniczy - "miasta bez praw miejskich" ), obejmujące mniejsze ośrodki miejskie (często po kilka w jednej gminie) oraz dzielnice większych aglomeracji
- hrabstwa (shires), występujące najczęściej na terenach wiejskich i słabiej zaludnionych

Niezależnie od nazwy, władze wszystkich tych jednostek sytuują się na jednym szczeblu administracji i posiadają identyczne kompetencje, wynikające z ustawy parlamentu Australii Zachodniej o samorządzie lokalnym (Local Government Act) z 1995 roku oraz innych ustaw. Zgodnie z australijskim ustawodawstwem federalnym, władze stanowe mogą dowolnie delegować swoje zadania i prerogatywy samorządom, a więc to od ich decyzji zależy, czym dokładnie i w jakim zakresie samorządy się zajmują.
Wiele samorządów Australii Zachodniej charakteryzuje się skrajnie małą gęstością zaludnienia, wynikającą z faktu, że większość ich powierzchni stanowią pustynie i inne nieużytki. Najmniejszym spośród nich jest hrabstwo Murchison, liczące 110 obywateli (ale aż 41 173 km² powierzchni).
Każda z jednostek samorządu posiada wybieralną radę, zaś na czele jej aparatu wykonawczego stoi burmistrz (mayor) w przypadku miast i gmin lub tzw. prezydent hrabstwa (shire president), wybierany przez radnych z ich grona.
Stolica stanu, Perth, formalnie nie jest miastem, lecz aglomeracją składającą się z wielu niezależnych jednostek samorządu. Istnieje wprawdzie miasto Perth (City Of Perth), ale zamieszkuje je mniej niż 1% wszystkich mieszkańców metropolii.  Decyzje dotyczące spraw ogólnomiejskich podejmowane są zwykle na szczeblu stanowym.
Australia Zachodnia została też podzielona na 9 regionów, jednak trudno nazwać je szczeblami samorządu lub nawet podziału administracyjnego. Mają one znaczenie bardziej statystyczne - na podstawie tego podziału powstało 9 agencji, które w imieniu rządu stanowego prowadzą działania wspierające rozwój poszczególnych części stanu.

## Miasta, gminy i hrabstwa
Jednostki samorządu uszeregowano w kolejności alfabetycznej ich nazw własnych.

### A
- miasto Albany
- miasto Armadale
- hrabstwo Ashburton
- hrabstwo Augusta-Margaret River

### B
- gmina Bassendean
- miasto Bayswater
- miasto Belmont
- hrabstwo Beverley
- hrabstwo Boddington
- hrabstwo Boyup Brook
- hrabstwo Bridgetown-Greenbushes
- hrabstwo Brookton
- hrabstwo Broome
- hrabstwo Broomehill
- hrabstwo Bruce Rock
- miasto Bunbury
- miasto Busselton

### C
- gmina Cambridge
- miasto Canning
- hrabstwo Capel
- hrabstwo Carnamah
- hrabstwo Carnarvon
- hrabstwo Chapman Valley
- hrabstwo Chittering
- hrabstwo Christmas Island
- gmina Claremont
- miasto Cockburn
- hrabstwo Cocos
- hrabstwo Collie
- hrabstwo Coolgardie
- hrabstwo Coorow
- gmina Cottesloe
- hrabstwo Cranbrook
- hrabstwo Cuballing
- hrabstwo Cue
- hrabstwo Cunderdin

### D
- hrabstwo Dardaragan
- hrabstwo Dardanup
- hrabstwo Denmark
- hrabstwo Derby-West Kimberley
- hrabstwo Donnybrook-Balingup
- hrabstwo Dowerin
- hrabstwo Dumbleyung
- hrabstwo Dundas

### E
- gmina East Fremantle
- hrabstwo East Pilbara
- hrabstwo Esperance
- hrabstwo Exmouth

### F
- miasto Fremantle

### G
- hrabstwo Geraldton-Greenough
- hrabstwo Gingin
- hrabstwo Gnowangerup
- hrabstwo Goomalling
- hrabstwo Gosnells

### H
- hrabstwo Halls Creek
- hrabstwo Harvey

### I
- hrabstwo Irwin

### J
- hrabstwo Jerramungup
- miasto Joondalup

### K
- Miasto Kalamunda
- Miasto Kalgoorlie-Boulder
- Miasto Karratha
- hrabstwo Katanning
- hrabstwo Kellerberring
- hrabstwo Kent
- hrabstwo Kojonup
- hrabstwo Kondinin
- hrabstwo Koorda
- hrabstwo Kulin
- miasto Kwinana

### L
- hrabstwo Lake Grace
- hrabstwo Laverton
- hrabstwo Leonora

### M
- miasto Mandurah
- hrabstwo Manjimup
- hrabstwo Meekatharra
- miasto Melville
- hrabstwo Menzies
- hrabstwo Merredin
- hrabstwo Mingenew
- hrabstwo Moora
- hrabstwo Morawa
- hrabstwo Mosman Park
- hrabstwo Mount Magnet
- hrabstwo Mount Marshall
- hrabstwo Mukinbudin
- hrabstwo Mullewa
- hrabstwo Mundaring
- hrabstwo Murchison
- hrabstwo Murray

### N
- hrabstwo Nannup
- hrabstwo Narembeen
- hrabstwo Narrogin
- gmina Narrogin
- miasto Nedlands
- hrabstwo Ngaanyatjarraku
- hrabstwo Northam
- hrabstwo Northampton
- hrabstwo Nungarin

### P
- hrabstwo Peppermint Grove
- hrabstwo Perenjori
- miasto Perth
- hrabstwo Pingelly
- hrabstwo Plantagenet
- gmina Port Hedland

### Q
- hrabstwo Quairading

### R
- hrabstwo Ravensthorpe
- miasto Rockingham

### S
- hrabstwo Sandstone
- hrabstwo Serpentine-Jarrahdale
- hrabstwo Shark Bay
- miasto South Perth
- miasto Stirling
- miasto Subiaco
- miasto Swan

### T
- hrabstwo Tambellup
- hrabstwo Tammin
- hrabstwo Three Springs
- hrabstwo Toodyay
- hrabstwo Trayning

### U
- hrabstwo Upper Gascoyne

### V
- gmina Victoria Park
- hrabstwo Victoria Plains
- miasto Vincent

### W
- hrabstwo Wagin
- hrabstwo Wandering
- miasto Wanneroo
- hrabstwo Waroona
- hrabstwo West Arthur
- hrabstwo Westonia
- hrabstwo Wickepin
- hrabstwo Williams
- hrabstwo Wiluna
- hrabstwo Wongan-Ballidu
- hrabstwo Woodanilling
- hrabstwo Wyalkatchem
- hrabstwo Wyndham-East Kimberley

### Y
- hrabstwo Yalgoo
- hrabstwo Yilgarn
- hrabstwo York